# Splendeuptychia nobilis
Splendeuptychia nobilis är en fjärilsart som beskrevs av Gustav Weymer 1911. Splendeuptychia nobilis ingår i släktet Splendeuptychia och familjen praktfjärilar. Inga underarter finns listade i Catalogue of Life.